# Konatkivți, Șarhorod
Konatkivți (în ucraineană Конатківці) este o comună în raionul Șarhorod, regiunea Vinnița, Ucraina, formată numai din satul de reședință.

## Demografie
Componența lingvistică a satului Konatkivți
     Ucraineană (99,09%)
     Alte limbi (0,9%)
Conform recensământului din 2001, majoritatea populației satului Konatkivți era vorbitoare de ucraineană (99,09%), existând în minoritate și vorbitori de alte limbi.